# Кирпичников, Валерий Александрович
Валерий Александрович Кирпичников (29 июня 1946 года, Ростов-на-Дону, СССР) — депутат Государственной Думы I созыва.

## Краткая биография
Валерий Кирпичников родился 29 июня 1946 года в городе Ростов-на-Дону, СССР.
В 1969 году окончил Ленинградский политехнический институт (нынешний Санкт-Петербургский политехнический университет Петра Великого) по специальности «инженер-радиофизик», призван в армию и в 1971 году вернулся со службы.
1971—1988 — инженер, старший инженер, заместитель начальника лаборатории, главный инженер Сосновоборского филиала Государственного оптического института им. Вавилова (Ленинградская область).
1988—1990 — председатель исполкома, 1990—1992 — председатель Совета народных депутатов г. Сосновый Бор Ленинградской области; 1990—1993 — народный депутат РФ, 1992—1993 — член Совета Республики Верховного Совета РФ, член Комитета Верховного Совета по вопросам работы Советов народных депутатов и развитию местного самоуправления; в декабре 1993 г. был избран депутатом Государственной Думы Федерального Собрания РФ первого созыва, был членом Комитета по вопросам местного самоуправления; 1996—1998 — вице-губернатор Ленинградской области; сентябрь 1998 г. — май 1999 г. — министр региональной политики РФ; с июня 1999 г. занимал должность первого заместителя министра РФ по делам федерации и национальностей; избирался президентом Союза российских городов (1992—1998).
С 2013 года работает в НП «Центр инноваций муниципальных образований» председателем.